# Bender (personaggio)
Bender, nome completo Bender Piegatore Rodríguez (originale: Bender Bending Rodríguez) è un personaggio immaginario presente nella serie animata statunitense Futurama. In lingua inglese, l'espressione to go on a bender significa "prendersi una sbronza", con un chiaro riferimento all'alcolismo del personaggio, mentre il verbo stesso to bend significa "Piegare" in riferimento al vecchio lavoro del personaggio, raccontato nell'episodio pilota, piegatore di travi che venivano usate per costruire le cabine suicidio.
È stato creato da Matt Groening e David X. Cohen, ed è doppiato da John DiMaggio in lingua originale e in italiano da Dario Penne, Paolo Buglioni e Carlo Valli. Bender ha un ruolo comico, è il tipico antieroe ed è descritto dalla collega di lavoro e amica Leela come un "alcolizzato, giocatore d'azzardo e accanito fumatore".
Durante la serie, si scopre che Bender è stato assemblato in Messico, a Tijuana. Il suo linguaggio spesso contiene espressioni scurrili e offensive o misantropiche come "uccidere tutti gli esseri umani". Ha un pessimo carattere e si dimostra spesso scontroso anche con il suo migliore amico Fry, con cui condivide un appartamento. Tuttavia, viene mostrato occasionalmente anche un lato simpatico e dolce di Bender, facendo capire quindi che non è così aggressivo come egli sostiene.

## Storia
Bender conosce Fry, che diventerà il suo migliore amico, nel primo episodio della serie, mentre questi sta fuggendo da Leela. Bender lavorava come piegatore, ma dopo aver scoperto che le sbarre da lui piegate venivano utilizzate nella costruzione di cabine per suicidio, decise di dimettersi.
Nell'episodio Il pizzetto ballerino Bender dichiara di avere quattro anni, il che significa che nell'ultima puntata della quarta stagione ("Musica dal Profondo") Bender ha 6 anni, mentre la sua testa ne ha 1057 (a causa di un paradosso temporale la sua testa viene smarrita nel 1947 e rimane sotto terra fino al 3000, quando viene recuperata da Fry e Leela; una evidente citazione dell'episodio di Star Trek - The Next Generation "Time's Arrow", nel quale la testa di Data subisce una identica sorte). Afferma inoltre di essere stato assemblato in una catena di montaggio di una zona depressa di Tijuana, in Messico. Nel corso del film Il colpo grosso di Bender Bender torna più volte indietro nel tempo per poi, ogni volta, aspettare nella caverna sotto all'edificio della Planet Express che gli anni passassero e quindi tornare in superficie nel momento in cui era tornato indietro nel tempo. Avendo ripetuto questa operazione decine di volte, Bender alla fine del film deve avere decine di migliaia di anni.
Nell'episodio della terza stagione Amore tecnologico, Bender mostra la foto di un suo arresto dove raggiunge i 6 ft (piedi) 1 in (pollici) (circa 185 cm) con tutta l'antenna (senza di essa misura sui 170 cm). Bender ha frequentato l'università di Marte, iscritto alla facoltà per piegatori (con specializzazione in "raddrizzamento dei materiali"), dove diventò una leggenda per i suoi scherzi nella confraternita "E.R.R". Ha bisogno di bere grandi quantità di alcolici per ricaricare le sue pile al combustibile (è una tecnologia inventata dal Professor Farnsworth) ed ama fumare il sigaro perché, a suo dire, gli dà un'aria da macho. Inoltre è affetto da cleptomania ed è appassionato di pornografia robotica. La sua composizione è: 30% ferro, 40% zinco, 40% dolomite, 40% titanio, 40% piombo, 40% cromo e 4% nichel.
È il cuoco dell'equipaggio della navetta Planet Express, anche se la sua cucina è poco apprezzata dall'equipaggio poiché, essendo un robot, non possiede il senso del gusto e quindi non ha un parametro soggettivo da seguire. In seguito però, nell'episodio Sfida ai fornelli andrà ad addestrarsi presso il grande cuoco Helmut Asparago che gli insegnerà a non lasciarsi corrompere dal 'lato oscuro dell'arte culinaria'; grazie ai suoi insegnamenti, Bender riuscirà perfino a sconfiggere in una gara di cucina il famoso chef nettuniano Elzar, anche se poi scoprirà di aver aggiunto inconsapevolmente LSD ai suoi pasti quindi non è chiaro se essi siano risultati graditi perché i giudici sono stati drogati o perché Bender ha davvero imparato a cucinare.
Tra i suoi amori troviamo: Angline (ex-moglie del suo gemello col pizzetto "Flexo"), Lucy Liu, la navetta Planet Express, la contessa De La Roca, La Spalmatrice ed Amy. Inoltre dopo essere stato trasformato in una fem-bot dal prof. Farnsworth, concorre alle olimpiadi di piegamento nella categoria femminile con il falso nome di Coilette di Robonia ed inizia una storia con Calculon col proposito di sposarlo e poi divorziare diventando ricco. Ma Bender si pentirà e inscenerà la sua morte per non ferire i sentimenti di Calculon.
Nell'episodio I robot e le api Bender intraprende una relazione "mordi e fuggi" con un distributore automatico di nome Bev, dalla quale ha un figlio, Ben. Contro ogni previsione Bender si dimostra un ottimo padre ma il figlio desidera diventare un piegatore come lui, ma non ci riesce a causa del fatto che la sua programmazione glielo impedisce: mettendo la felicità del figlio davanti alla propria, Bender acconsente ad un'operazione in cui il professor Farswonth sostituisce la sua scheda di memoria di Ben con una da piegatore, facendogli perdere ogni ricordo sul padre che, a malincuore, si separa da lui.
Nel crossover con I Simpson dal titolo Simpsorama Bender torna indietro nel tempo di mille anni grazie al Professor Farnsworth, a Springfield dove contribuisce a salvare il futuro da alcuni mostri che erano stati generati dal DNA di Bart Simpson ma, impossibilitato a tornare nel futuro, si mette in fase di stand-by nella cantina della casa dei Simpson per mille anni e attendere che arrivi il momento di risvegliarsi; in alcuni episodi dei Simpson a volte si può brevemente intravedere Bender ancora disattivato.

## Personalità
Nelle vicende di Futurama Bender è un antieroe volgare, alcolista, tabagista, cleptomane, misantropico, edonista, narcisista e irritabile, sebbene al contempo più affettuoso e attento verso i suoi amici di quanto vorrebbe ammettere. Il lato godereccio e allegro che manifesta lo rende una "adorabile canaglia", di cui rappresenta lo stereotipo, reso ancora più simpatico dalle frequenti gag umoristiche in cui incappa.
Bender si comporta spesso come un sociopatico; è un bugiardo patologico e raramente mostra empatia. Ha una moralità per lo più volontaria e ruba costantemente, dal piccolo furto di portafogli a crimini come il rapimento della testa di Jay Leno e il furto del sangue e dei reni di Fry. Una volta ha anche rubato gli orecchini di Amy mentre la abbracciava.
È anche affascinato dalla cucina, anche se ha dimostrato di non avere il senso del gusto. In effetti, le sue prime cene erano così orribili che nemmeno l'onnivoro Zoidberg poteva mangiarle. Nel suo primo tentativo, crea una cena per l'equipaggio che è così salata che tutti imbavagliano; poi osserva che il cibo andava bene poiché il contenuto di sale era del 10% inferiore a una dose letale.
Come robot, ha un'incredibile quantità di pazienza. In "Roswell That Ends Well", viene mostrato di aspettare più di mille anni nella sabbia dopo che la sua testa è stata persa durante un viaggio indietro nel tempo fino al 1947, così come molte migliaia di anni nelle caverne sotto New York City (sebbene su questa occasione era anche in presenza di più versioni alternative di se stesso che in precedenza avevano fatto lo stesso 'viaggio'). Nonostante la lunga attesa, è implicito che Bender non si spenga, apparentemente godendosi così tanto la propria compagnia da non considerarla necessaria.
Uno degli aspetti più ricorrenti è la dipendenza dall'alcol di Bender, che paradossalmente egli giustifica asserendo che ha bisogno di bere per sostentare il suo motore meccanico interno, diventando violento e ubriaco quando smette di assumerne. Altri vizi di Bender sono quelli attribuiti allo stereotipo del messicano di strada (Bender proviene dal Messico) come il fumo (lo si può vedere con grossi sigari, convinto che gli diano un'aria da macho), il gioco d'azzardo, la pornografia (nel suo caso adora vedere circuiti stampati esposti), il lusso nelle sue forme più kitsch (ostentato nei pochi momenti in cui acquisisce ricchezza grazie alle sue attività illecite) e perfino la ricerca dello "sballo" mediante appositi stupefacenti per robot.
Bender è insofferente all'autorità e alla legge, è dedito al furto e occasionalmente al contrabbando o ad altre attività che lo coinvolgono in affari loschi con la "robomafia". Bender è anche misantropico: reputa gli esseri umani (appellati come "insaccati") inferiori ai robot, arrivando ad affermare che vorrebbe sterminarli. Quest'ultimo tratto lo rende simile all'androide David 8 del franchise di Alien. Bender è anche pigro nel suo lavoro, una tipica gag consiste nel trovarlo con l'amico Philip J. Fry sdraiato sul divano a bere e lamentarsi del lavoro degli altri.
Sebbene di solito sia scortese ed egoista, Bender è capace di affezionarsi ai suoi colleghi, manifestando per loro in più occasioni amicizia sincera, scegliendo più volte di aiutarli a scapito di sé stesso, salvando loro spesso la vita. Nel corso degli episodi si può notare come Bender nasconda in fondo un animo gentile e tenero. Bender è anche alla continua ricerca dell'approvazione, della gratificazione da parte degli altri e del successo. Una ricorrente gag consiste nel desiderio di Bender di ottenere l'apprezzamento dei suoi colleghi, mostrandosi generoso e premuroso, come quando cerca di preparare gustose cene per i suoi amici, ma la sua scarsa conoscenza della natura umana lo porta sempre a risultati imbarazzanti.

## Creazione del personaggio

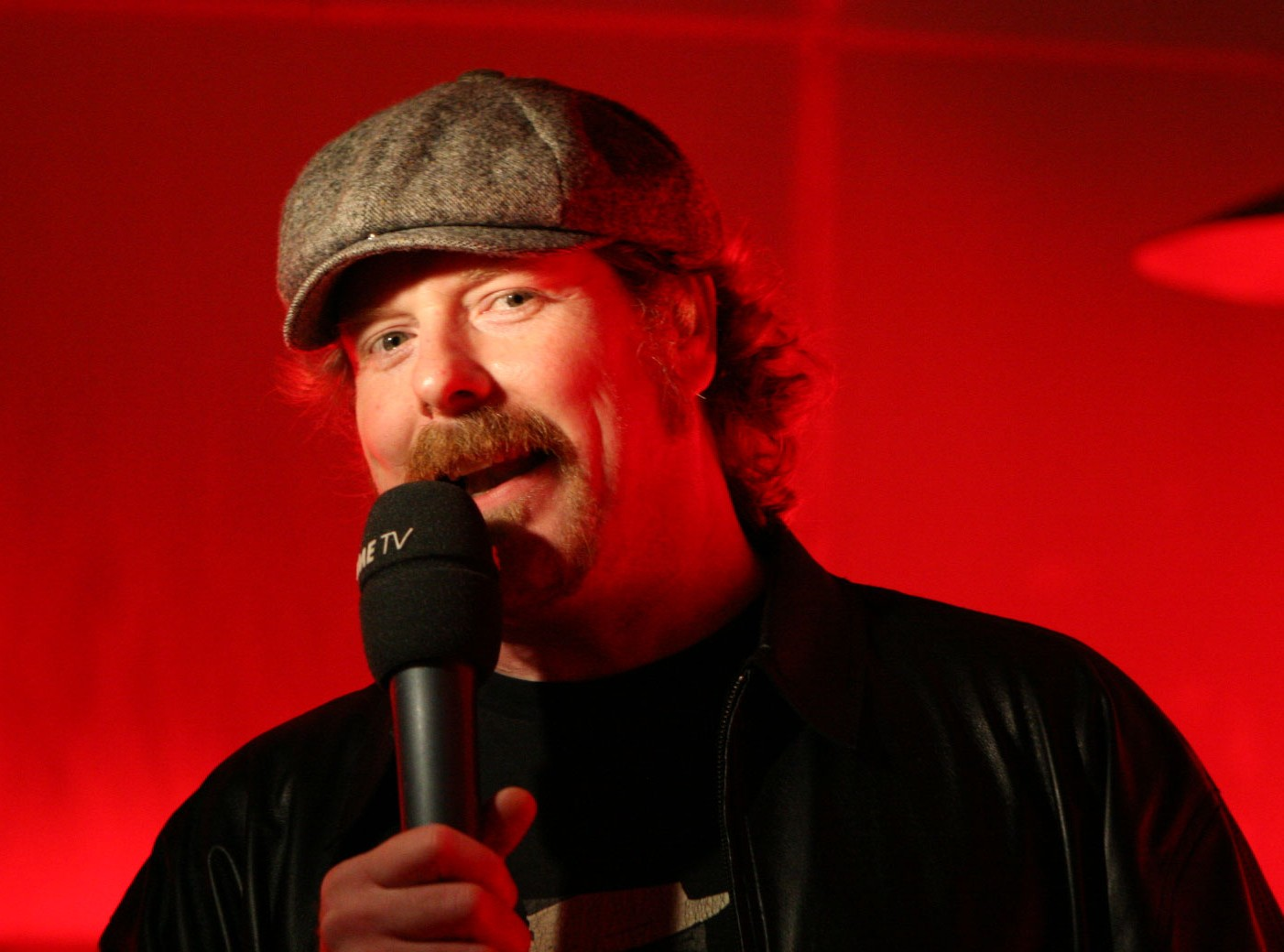
L'attore John DiMaggio, che ha doppiato il personaggio di Bender.

Il nome "Bender" è stato scelto dal creatore della serie Matt Groening in omaggio al personaggio di John Bender di Breakfast Club.
Il design di Bender ha attraversato numerose modifiche prima di raggiungere il suo stato finale. Una delle decisioni che Matt Groening trovò particolarmente difficile fu se la testa di Bender dovesse essere quadrata o rotonda. Inizialmente ha lavorato sull'idea che tutti i robot dovessero avere teste quadrate nell'anno 3000; tuttavia alla fine si decise che la testa di Bender dovesse essere rotonda.
Per quel che riguarda il casting del doppiaggio originale del personaggio, fu difficile trovare la voce di Bender. Anche perché i creatori dello show non avevano ancora deciso come dovesse parlare il robot. Per questo motivo ai provini ad ogni doppiatore, non importa per quale ruolo, fu anche chiesto di leggere con la voce di Bender. Dopo circa 300 audizioni (in cui anche il co-creatore della serie Cohen fece un provino) venne scelto John DiMaggio dopo il suo secondo provino.
DiMaggio, prima di dare la voce a Bender, originariamente era stato scelto per il ruolo del Professor Farnsworth. Egli descrive la voce di Bender come una combinazione di uno sciatto ubriaco, Slim Pickens, e un personaggio che ha creato con uno dei suoi amici del college. Ai direttori del casting piacque l'idea di DiMaggio di doppiare il robot come un ubriaco, piuttosto che come un automa.

## Influenza culturale e altre apparizioni
- Bender fa una piccolissima comparsa nello speciale de I Griffin Blue Harvest, quando i personaggi entrano nel locale lui è seduto in fondo con alcuni alieni.
- Anche nell'episodio 19 dell'ottava stagione de I Griffin La fonte meravigliosa Bender appare in una piccola scena in cui Peter, Quagmire e Joe chiedono a Bender chi gli aveva raccontato la barzelletta.
- Fa anche un cameo nell'episodio Viaggio in Italia sempre ne I Griffin.
- Nelle versioni 3.0, 3.5, 4.0 e successive di Mozilla Firefox, digitando nella barra degli indirizzi la frase "about:robots", appare una finestra, recante tra gli altri il seguente messaggio: I robot hanno scintillanti fondoschiena metallici che non dovrebbero essere baciati. Questo è un chiaro riferimento alla frase tipica di Bender.

Nel cartone animato I Simpson appare più di una volta:
- Nell'episodio Bart contro Lisa contro la 3ª classe, Bart immagina che uno dei suoi compagni di classe sia Bender.
- Durante uno scherzo telefonico di Bart nell'episodio Missionario Impossibile compare anche Bender.
- Nell'episodio Future-Drama, quando Homer e Bart escono da un portale dimensionale, Bender è seduto sul sedile posteriore dell'auto.
- Durante un episodio Milhouse chiede a Matt Groening di firmargli un bambolotto di Bender.
- Bender appare tra i personaggi principali dell'episodio Simpsorama, crossover tra i Simpson e i protagonisti di Futurama.
- Nell'episodio Due detective Marge deve acquistare una nuova lavatrice, Bender compare sotto forma di cassaforte dalla quale tira fuori i risparmi che le servono.

E anche nell'omonimo videogioco:
- Appare insieme al Dottor Zoidberg: entrambi sono evocati dal creatore per sconfiggere Homer e Bart.